# Hitra

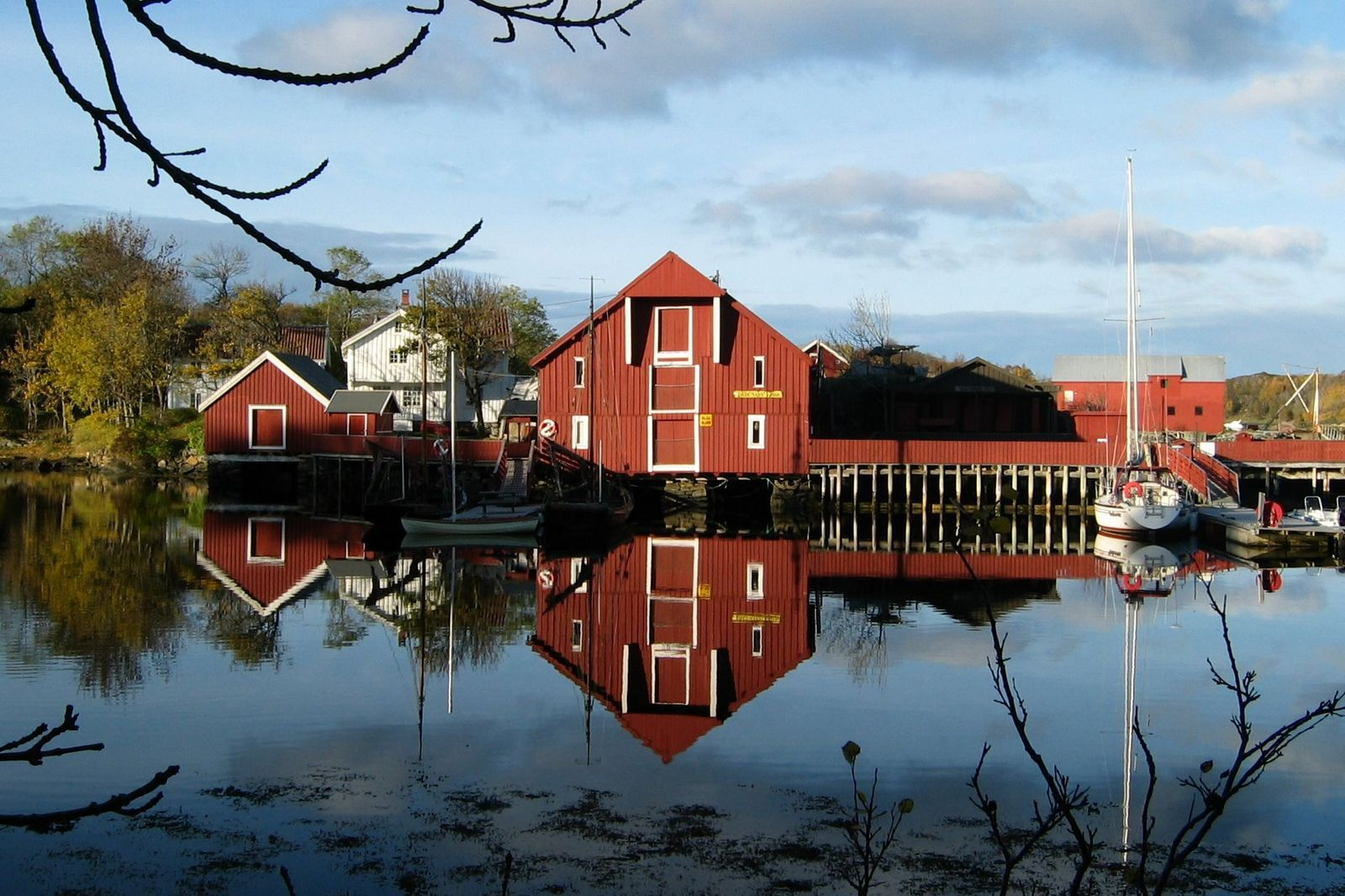
Hopsjøbrygga

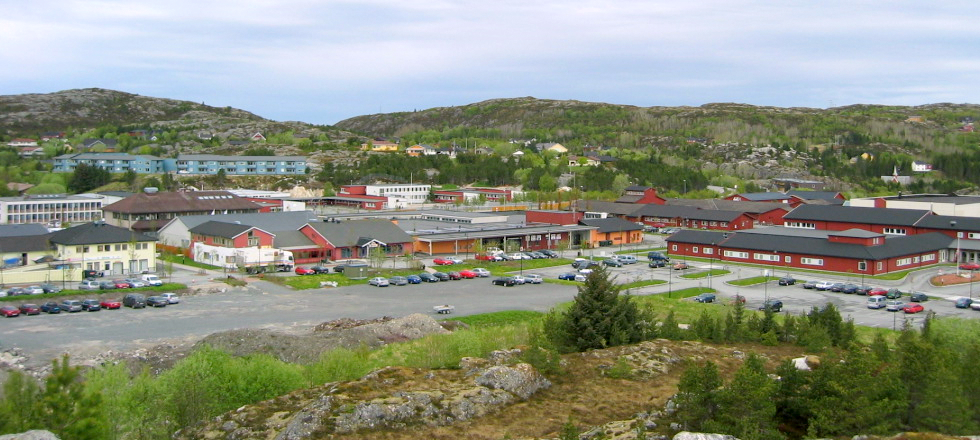
Staden Fillan.

Hitra är Norges sjunde största ö (om man inte räknar med Svalbard); 571,5 km² stor, medan Hitra kommun, som består av cirka 2 500 öar, de flesta mycket små och obebodda, är större. Den ligger sydväst om Trondheimsfjorden i Trøndelag fylke och nås via den 5 km långa Hitratunneln som går i berget under Trondheimsleden. Tunneln når 264 meter under havsytan. Från ön går ytterligare en tunnel till ön Fröya. Centralort på ön är Fillan, andra tätorter är Ansnes och Forsnes samt Dolmsundet som ligger strax norr om den gamla valfångststationen Hopsjöbryggen. 
Ön har varit bebodd i över 11 000 år. En förklaring till boendet kan vara att ön ligger nära golfströmmen och har gynnsamt klimat med milda vintrar. Det finns en mängd sjöar och tjärnar på ön med både öring och röding. På Hitra finns också stora hjort- och rådjursbestånd. Jakt och fiske både på land och till havs är betydande för befolkningens rekreation och lockar många turister till ön. 
Laxodling i kassar och krabbindustrin är största näringarna vid sidan av turismen.
Statkraft har byggt 24 vindkraftverk på Eldsfjellet med en total effekt på 55 megawatt (MW) och en  kraftledning till Fillan.